# Rapel La Estrella Airport
Rapel La Estrella Airport är en flygplats i Chile.   Den ligger i provinsen Provincia de Cardenal Caro och regionen Región de O'Higgins, i den södra delen av landet, 110 km sydväst om huvudstaden Santiago de Chile. Rapel La Estrella Airport ligger 117 meter över havet. Den ligger vid sjön Lago Rapel.
Terrängen runt Rapel La Estrella Airport är huvudsakligen platt, men norrut är den kuperad. Runt Rapel La Estrella Airport är det ganska glesbefolkat, med 30 invånare per kvadratkilometer.. 
Trakten runt Rapel La Estrella Airport består till största delen av jordbruksmark.